# 37. Division (Japanisches Kaiserreich)
Die 37. Division (jap. 第37師団, Dai-sanjūnana Shidan) war eine Division des Kaiserlich Japanischen Heeres, die 1939 aufgestellt und 1945 aufgelöst wurde. Ihr Tsūshōgō-Code (militärischer Tarnname) war Winter-Division (冬兵団, Fuyu-heidan) bzw. Fuyu 3340 bzw. Fuyu 3341.

## Geschichte der Einheit
Die 37. Division wurde, ebenso wie die 32., 33., 34., 35. und 36. Division, am 7. Februar 1939 als Typ B „Standard“ Division als Triangulare Division aufgestellt. Unter dem Kommando von Generalleutnant Hirata Kenkichi wurde die Division aus der 37. Infanterie-Brigade (225., 226. und 227. Regiment) sowie dem 37. Gebirgsartillerie-Regiment und dem 37. Pionier- und Transport-Regiment gebildet. Das Hauptquartier der rund 20.000 Mann starken Division lag in Kumamoto, Kaiserreich Japan.

### Zweiter Japanisch-Chinesischer Krieg
Die Division wurde im Mai 1939 nach ihrer Aufstellung auf den Kriegsschauplatz des Zweiten Japanisch-Chinesischen Krieges verschifft und unterstand dort der 1. Armee. Ihr Haupteinsatzgebiet war in der Provinz Shanxi, wo sie als Garnisonseinheit im Hinterland zur Partisanenbekämpfung eingesetzt wurde und bis Oktober 1943 verblieb.
Im März 1944 wurde die Division der 12. Armee zugeteilt und nahm mit dieser an der Operation Ichi-gō teil, der größten Operation des Kaiserlichen Heeres während des Krieges.
Am 17. Juli 1944 erfolgte die Verlegung zur 11. Armee, die in der Hunan Provinz stationiert war.

### Pazifikkrieg
Im Dezember 1944 wurde die 37. Division nach Französisch-Indochina verlegt um, wiederum als Garnisonseinheit, die dort eingesetzte 38. Armee zu verstärken.
Ohne in weitere Kampfhandlungen verstrickt zu sein legten die Soldaten nach der Kapitulation Japans im September 1945 ihre Waffen nieder. Die Verschiffung der Soldaten nach Japan erfolgte von Mai bis Juni 1946.

## Gliederung
Im Februar 1939 erfolgte die Aufstellung als Triangulare Typ B „Standard“ Division wie folgt:
- Stab (350 Mann)
  - Stab 37. Infanterie-Brigade (90 Mann)
    - 225. Infanterie-Regiment (3845 Mann)
    - 226. Infanterie-Regiment (3845 Mann)
    - 227. Infanterie-Regiment (3845 Mann)

  - 37. Gebirgsartillerie-Regiment (3500 Mann; 36 Typ 41 75-mm-Gebirgsgeschütze)
  - 37. Pionier-Regiment (956 Mann)
  - 37. Signal/Fernmelde-Einheit (240)
  - 37. Transport-Regiment (1810 Mann)
  - 37. Versorgungs-Kompanie (110 Mann)
  - 37. Feldhospital (750 Mann)
  - 37. Wasserversorgungs- und -aufbereitungs-Einheit (235 Mann)
  - 37. Veterinär-Hospital (114 Mann)

Gesamtstärke: 19.690 Mann

## Führung
Divisionskommandeure
- Hirata Kenkichi (平田健吉), Generalleutnant: 9. März 1939 bis 1. August 1940
- Adachi Hatazō (安達二十三), Generalleutnant: 1. August 1940 bis 15. Oktober 1941
- Nagano Yūichirō (長野祐一郎), Generalleutnant: 15. Oktober 1941 bis 7. April 1945
- Satō Kenryō (佐藤賢了), Generalleutnant: 7. April 1945 – 1945